# Mertensia sibirica
Mertensia sibirica là loài thực vật có hoa trong họ Mồ hôi. Loài này được (L.) G. Don mô tả khoa học đầu tiên năm 1837.